# Gesonia nigripalpa
Gesonia nigripalpa is een vlinder uit de familie spinneruilen (Erebidae). De wetenschappelijke naam is voor het eerst geldig gepubliceerd in 1977 door Wiltshire.
De soort komt voor in tropisch Afrika.